# Prusse
Pour les articles homonymes, voir Prusse (homonymie).
1525–1947
Entités précédentes :
- État monastique des chevaliers Teutoniques (1525)
- Électorat de Brandebourg (1618)
- Duché de Poméranie (1648)
- Poméranie suédoise (1720 et 1815)
- Monarchie de Habsbourg (1748)
- République des Deux Nations (1772, 1793 et 1795)
- Empire français (1815)
- Royaume de Westphalie (1815)
- Royaume de Saxe (1815)
- République de Dantzig (1807)
- Grand-duché de Posen (1849)
- Duché de Schleswig (1864)
- Royaume de Hanovre (1866)
- Électorat de Hesse-Kassel (1866)
- Grand-duché de Hesse-Darmstadt (1866)
- Duché de Nassau (1866)
- Duché de Holstein (1866)

Entités suivantes :
- Duché de Varsovie (1807)
- République de Dantzig (1807)
- République de Pologne (1919)
- Royaume de Danemark (1919)
- Territoire du bassin de la Sarre ( Société des Nations) (1919)
- Ville libre de Dantzig ( Société des Nations) (1919)
- Royaume de Belgique (1919)
- République de Pologne (1947)
- Allemagne occupée :
*  État de Hesse
*  État de Rhénanie-du-Nord-Westphalie
*  Basse-Saxe
*  État de Schleswig-Holstein
*  Wurtemberg-Hohenzollern
*  État de Brandebourg
*  Saxe-Anhalt
*  Sarre
*  Rhénanie-Palatinat
*  Mecklembourg-Poméranie-Occidentale
*  Berlin-Ouest
*  Berlin-Est

L'état libre de Prusse à l'époque de la république de Weimar (1919-1933).

La Prusse (en allemand : Preußen /ˈpʁɔɪ̯sn̩/) est à l'origine un territoire d'Europe nord-orientale en partie germanisé sous le contrôle des chevaliers Teutoniques, mais situé hors du Saint-Empire romain germanique. La Prusse est devenue au XVIe siècle possession d'une branche des Hohenzollern, puis elle sera réunie à l'électorat de Brandebourg (la région berlinoise) au XVIIe siècle. La Prusse constitue de 1701 à 1871 un élément essentiel du royaume de Prusse, incorporé à l'Empire allemand de 1871 (IIe Reich allemand). Dans ce cadre, la Prusse originelle correspond à la province de Prusse-Orientale, notamment après la Première Guerre mondiale, lorsqu'elle se retrouve isolée du reste de l'Allemagne.
C'est la possession de la Prusse qui permet aux électeurs de Brandebourg d'obtenir le titre royal au XVIIIe siècle, d'abord comme « rois en Prusse » à Königsberg (c'est-à-dire en dehors de l'Empire), puis comme « rois de Prusse » (y compris à Berlin).
Le mot « Prusse » a souvent été associé à l'idée de militarisme ; ainsi, Mirabeau disait que « la Prusse n'est pas un État qui possède une armée, c'est une armée ayant conquis la nation ». Après la perte du territoire historique du royaume de Prusse, partagé entre la Pologne, la Russie et la Lituanie, le terme cessera d'être utilisé en Allemagne après la Seconde Guerre mondiale, sauf dans un contexte historique.
La Prusse n'a aujourd'hui plus aucune existence légale ou politique ; elle peut donc être considérée comme un État démantelé, puisque son ancien territoire est partagé entre les gouvernements de différents Länder allemands et pour la majeure partie de l'actuelle Pologne, sans oublier la région de Königsberg, devenue enclave soviétique, puis russe sous le nom de Kaliningrad.

## Société

### Démographie
En 1871, la population de la Prusse était de 24,69 millions d'habitants, ce qui représentait alors 60 % de la population allemande.
En 1910, elle s'élevait à 40,17 millions d'habitants (62 % de la population allemande), pour atteindre 41,92 millions d'habitants en mai 1939, répartis sur un territoire de 297 000 km2.

### Religions
Bien que la Prusse ait connu une domination protestante (luthériens comme calvinistes), des millions de catholiques la peuplaient dans sa partie orientale, mais aussi dans l'ouest de son territoire. De nombreux catholiques peuplaient la Rhénanie et certaines régions de Westphalie. La Silésie, la Varmie, ainsi que la province de Posnanie, comptaient de nombreux catholiques de langue polonaise. 

### Population non germanique
En 1871, environ 2,4 millions de Polonais vivent en Prusse, constituant la plus forte minorité. Les autres minorités se composent de Juifs, Danois, Frisons, Cachoubes (72 500 en 1905), Masuriens (248 000 en 1905), Lituaniens (101 500 en 1905), Wallons, Tchèques, Kurseniekis et Sorabes.
La zone située en Grande-Pologne devient la Posnanie après les partages de la Pologne. La province de Haute-Silésie, tout comme la Posnanie, sont à majorité polonaise. Dans ces deux provinces, les Polonais ont résisté à la domination germanique, notamment parce que les catholiques, les minorités polonaises et les autres Slaves avaient un statut juridique différent de celui de la majorité protestante.
À la signature du traité de Versailles en 1919, la deuxième république de Pologne récupère non seulement ces deux provinces, mais également certaines zones à majorité germanique situées en Prusse-Occidentale.
Après la Seconde Guerre mondiale, la Prusse-Orientale, la Silésie et la majorité de la Poméranie sont annexées par l'Union soviétique ou données à la Pologne, et les populations germaniques en sont expulsées.

### Langues
Bien que les langues slaves et germaniques aient été les plus communément utilisées à partir du XVIIe siècle, la langue originelle est ce qu'on appelle aujourd'hui le vieux-prussien. Désormais disparu, il s'apparente aux langues baltes existant de nos jours, le lituanien et le letton.

## Histoire
Au cours de l'histoire, le nom de « Prusse » a été attribué à différentes entités politiques et administratives, parfois concurrentes entre elles.

### La Prusse avant les chevaliers teutoniques
La Prusse est à l'origine un territoire longeant la mer Baltique, aux confins de l'actuelle Pologne et de la Russie, son nom étant une déformation de celui attribué au peuple balte autochtone, les Borusses, les « presque Russes ».
La Galindie et la Sudovie faisaient partie des douze provinces originelles de la Prusse. Les Sudoviens (ou Yotvingiens) habitaient les vastes forêts au sud-ouest du Niémen. Ptolémée fait mention de ce peuple dans ses manuscrits.
Au Xe siècle, l'armée de Vladimir Ier, prince de Kiev, force un bon nombre de Sudoviens à se soumettre à la Rous' de Kiev. Les environs des villes actuelles de Białystok, de Suwalki (Pologne) et de Grodno (Biélorussie) sont envahis et conquis partiellement par les Slaves. Durant les siècles suivants, ceux qui réussirent à survivre, entourés de Russes, Polonais et Lituaniens, perdirent progressivement leurs terres face au grand-duché de Lituanie.

### L'État monastique des chevaliers teutoniques (1224-1525)

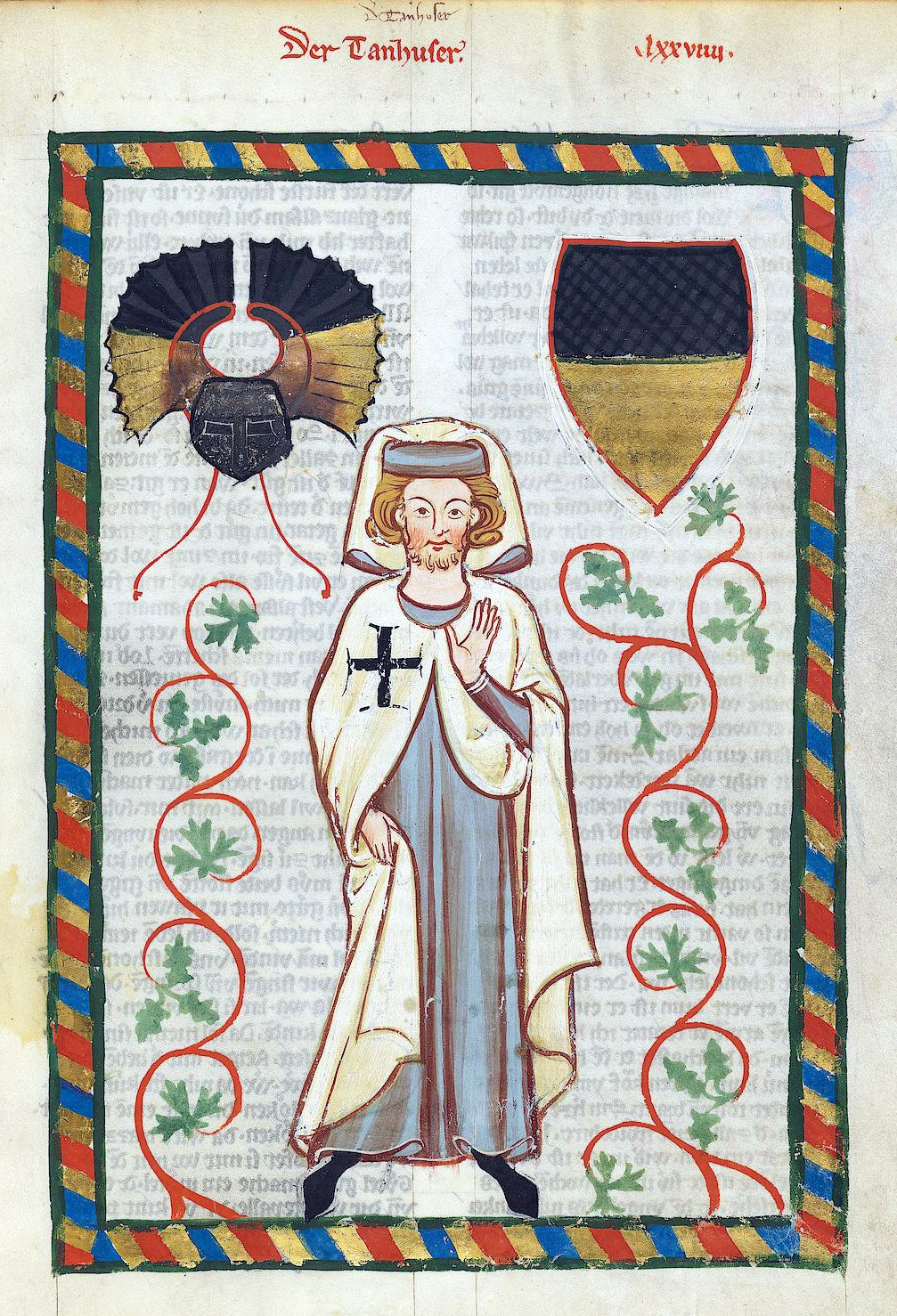
Enluminure vers 1300.

La colonisation de la région par les Allemands est due aux chevaliers teutoniques, qui la disputent aux Polonais ; son territoire est dès lors peuplé, dans le cadre du mouvement Drang nach Osten (« marche vers l'est ») à l'origine de la colonisation germanique de l'Europe orientale (Ostsiedlung), majoritairement d'Allemands et d'autochtones bilingues (baltes ou slaves).
Cette population bilingue a subsisté jusqu'à la Seconde Guerre mondiale : en 1939, il y a encore des Kursenieki parlant le curonien ou le lituanien, des Lietuvininkai parlant lituanien et des Cachoubes parlant cachoube ou polonais.

### La Prusse royale (1466-1772)
Par le traité de Thorn (1466), l'ordre Teutonique cède la partie est de la Poméranie orientale au royaume de Pologne, qui devient alors la Prusse royale.
Cette région située au sud de Dantzig restera polonaise jusqu'au premier partage de la Pologne ; elle est alors annexée par le royaume de Prusse qui s'est constitué entre-temps autour de la famille des Hohenzollern.

### L'installation des Hohenzollern dans la région
Les Hohenzollern ont leur origine en Souabe, où ils sont de petits burgraves.
En 1415, l’électeur de Brandebourg, l'empereur Sigismond Ier, de la maison de Luxembourg, étant endetté vis-à-vis de cette famille, cède à Frédéric de Hohenzollern l’électorat et la marche de Brandebourg. Frédéric Ier, nommé gouverneur de la marche de Brandebourg, est investi comme prince électeur lors du concile de Constance (1418).

### Le duché de Prusse (1525-1701)
En 1525, le grand maître de l'Ordre Teutonique, Albert de Brandebourg-Ansbach est un Hohenzollern. Profitant du lancement du mouvement de la Réforme, il se convertit au luthéranisme en 1525, et transforme la Prusse orientale, possession de l'Ordre, en duché héréditaire, et se reconnaît vassal du royaume de Pologne lors du traité de Cracovie (8 avril 1525).
Des descendants des Hohenzollern régneront sur cet État jusqu’en 1918.

### L'union du Brandebourg et du duché de Prusse (1618-1701)
En 1618, Jean Sigismond de Hohenzollern, électeur de Brandebourg, descendant direct de Frédéric Ier de Brandebourg, hérite du duché de Prusse à la mort de son beau-père Albert Frédéric de Prusse, décédé sans héritier mâle survivant.
Il s'agit d'une union personnelle entre la marche de Brandebourg, qui relève du Saint-Empire, et le duché de Prusse, qui relève de l'État polonais ; mais c'est bien l'origine de la création du royaume de Prusse.

### Le royaume de Prusse (1701-1918)

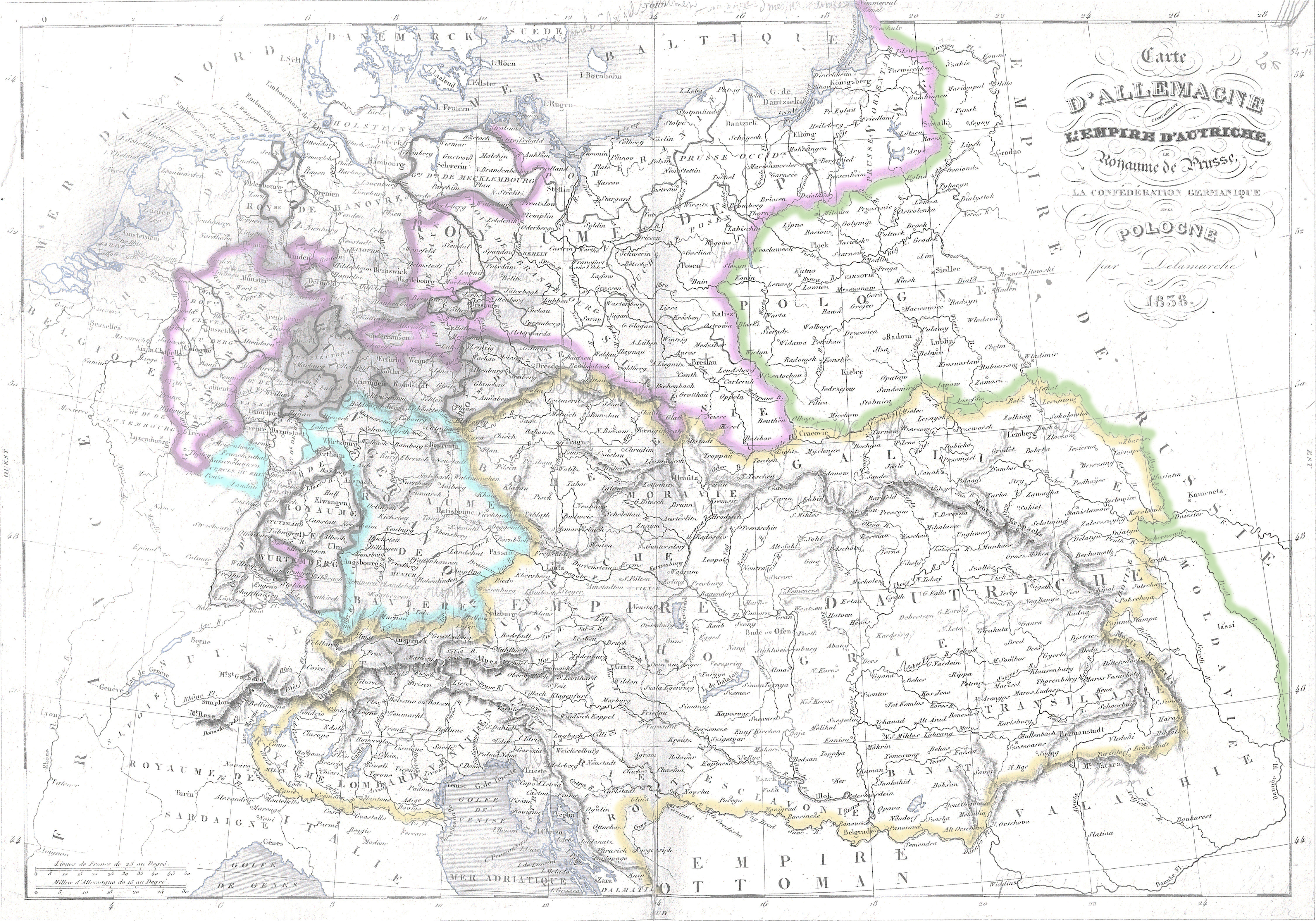
La Prusse et l'Europe centrale en 1838.

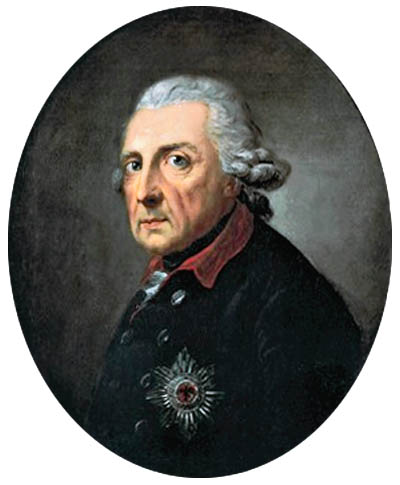
Frédéric le Grand (1712-1786).

En 1688, Frédéric III devient prince-électeur de Brandebourg, et son ambition est de se faire couronner roi de Prusse. Il obtient satisfaction en 1701, sous le nom de Frédéric Ier avec le titre de « roi « en » Prusse » (personne ne peut être couronné roi à l'intérieur du Saint-Empire romain germanique). Mais les Hohenzollern balaient bien vite cette nuance et se font appeler « rois de Prusse ». À partir de cette époque, le terme de « Prusse » recouvre des territoires qui ne font pas partie de la Prusse originelle.
Sous le règne de Frédéric II, de 1740 à 1774, le royaume devient une grande puissance politique et militaire, accroissant considérablement son territoire par l'acquisition notamment de la Silésie (1742) et de la Prusse royale (qui devient ensuite la province de Prusse-Occidentale) en 1772.
À la fin du XVIIIe siècle, le territoire prussien s'agrandit encore vers l'est, lors des deuxième et troisième partages de Pologne en 1793 et 1795. La province créée autour de Posen/Poznań (1793), puis de Varsovie (1795) reçoit le nom de Prusse-Méridionale.
Durant les guerres napoléoniennes, le royaume de Prusse est l'un des adversaires de l’Empire français. Vaincue à Iéna et Auerstaedt en 1806, presque anéantie, la Prusse perd la Prusse-Méridionale (qui devient le duché de Varsovie). Cependant, après avoir activement participé aux combats de 1813 à 1815 (soulèvement allemand de 1813, campagne de France en 1814, bataille de Waterloo en 1815), le royaume accumule les annexions lors du congrès de Vienne, annexant la Rhénanie et la Westphalie, formant ainsi une Rhénanie prussienne (ou Prusse rhénane). L'adjonction de ces territoires permet à la Prusse de renforcer considérablement son poids économique, la Prusse rhénane étant la première région minière d'Allemagne.
Ce royaume prend vite l'ascendant sur les États du nord de la Confédération germanique avec lesquels il constitue une Zollverein (Union douanière) à partir de 1834.
La guerre des Duchés contre le Danemark permet au roi Guillaume Ier, sous l'impulsion de son chancelier Otto von Bismarck, de contrôler le Schleswig en 1864. Puis, après la bataille de Sadowa et l'éviction de l'empire d'Autriche en 1866, la Prusse prend la tête de la confédération de l'Allemagne du Nord et occupe le duché de Holstein.
La guerre contre la France permet au royaume et à ses alliés allemands de parfaire l'unité allemande en fondant en 1871 l'Empire allemand (IIe Reich, le premier — le Saint-Empire romain germanique — ayant été dissous en 1806 par François II sous la pression de Napoléon Ier, lorsque l'empereur du Saint-Empire renonça à la couronne d'Allemagne pour n'être plus qu'empereur d'Autriche), dans lequel le royaume de Prusse tient une part prédominante, puisque son souverain Guillaume Ier en devient l'empereur.
On désigne alors par Prusse deux provinces du royaume : celle de Prusse-Occidentale et celle de Prusse-Orientale, qui pendant un temps ne forme qu'une seule province de Prusse.
La défaite allemande en 1918 à la fin de la Première Guerre mondiale et l'explosion révolutionnaire dans les grands centres urbains balaient l’Empire et la dynastie des Hohenzollern. Guillaume II, petit-fils et successeur de Guillaume Ier, abdique en novembre 1918.

### L'État libre de Prusse (1918-1947)
En 1918, la République est proclamée dans le Reich, et la Prusse, à l'image des autres États fédérés dans le Reich, abolit la monarchie. La Prusse n'est alors plus qu'un simple Land : l'État libre de Prusse (Freistaat Preußen). Malgré les amputations territoriales que l'Allemagne subit au traité de Versailles, et qui touchent essentiellement le territoire prussien, cet État reste le plus grand des dix-sept Länder allemands de l'époque.
Son Landtag demeure longtemps socialiste, ce qui retarde l'arrivée des nazis au pouvoir, mais aux élections de 1932 la Prusse tombe directement sous l'influence du national-socialisme. Avec l'avènement d'Adolf Hitler, en 1933, elle perd ses institutions autonomes et s'intègre au Troisième Reich.
À la fin de la Seconde Guerre mondiale, les Alliés décident la disparition symbolique de ce qu'ils considèrent comme le berceau du militarisme allemand : par la loi n° 46, le 25 février 1947, leurs représentants proclament la dissolution de l'État prussien et expulsent les Allemands qui se trouvent encore au-delà de l'Oder, pour laisser s'installer des Polonais (originaires de Posnanie, Kresy…) ou des Soviétiques (région de Kaliningrad, ex-Königsberg).
C'est pourquoi le terme de « Prusse » n'est plus porté par aucun des seize Länder qui composent aujourd'hui l'Allemagne, réunifiée depuis 1990. Les États de Mecklembourg-Poméranie-Occidentale et de Brandebourg sont ceux dont les noms rappellent le plus les origines de la Prusse, dont la Poméranie et le Brandebourg figurent parmi les composantes les plus anciennes encore situées de nos jours en Allemagne.

## Drapeaux de la Prusse

Prusse royale (1466-1772)
Prusse ducale (1525-1701)
Royaume de Prusse (1701)
Royaume de Prusse (1750)
Royaume de Prusse (1803)
Étendard de guerre prussien (1816)
Royaume de Prusse (1892-1918)
État libre de Prusse (1919-1935)
Drapeau nazi de l'État libre de Prusse, créé en 1933

Pour plus d'informations, veuillez aller voir les détails du drapeau de la Prusse.